# ガンクビソウ属
ガンクビソウ属 Carpesium は、キク科に含まれる植物の1群。舌状花を持たない地味な頭花をつける。ヤブタバコ属ともいう。

## 特徴
多年生、または一年生の草本。茎は直立し、分枝が多い。葉は互生、縁は滑らかか鋸歯がある程度。花期に根出葉が残るものと残らないものがある。
頭花を構成する小花は雌花と両性花からなる。頭花の外側には雌花が複数列あり、その花冠は筒状、先端は3-5歯に分かれる。内側の両性花は、花冠はやはり筒状で先端は4-5裂する。ただし両性花の中に雄蘂が退化して雌花となるものが含まれる場合がある。数としては両性花の方が多い。いずれの花冠も黄色。頭花を包む総苞片は3-4列あり、半球形から扁円形で、外側のものは草質で時に付属体を持つ。つまり先端が葉のような形に伸びる。
痩果は円柱形で縦皺があり、無毛。先端には短い嘴があり、また腺があって粘り、先端にやや硬い環がある。つまり、先端が細く突き出すように伸びて、その先に輪っかがくっついている。冠毛はない。

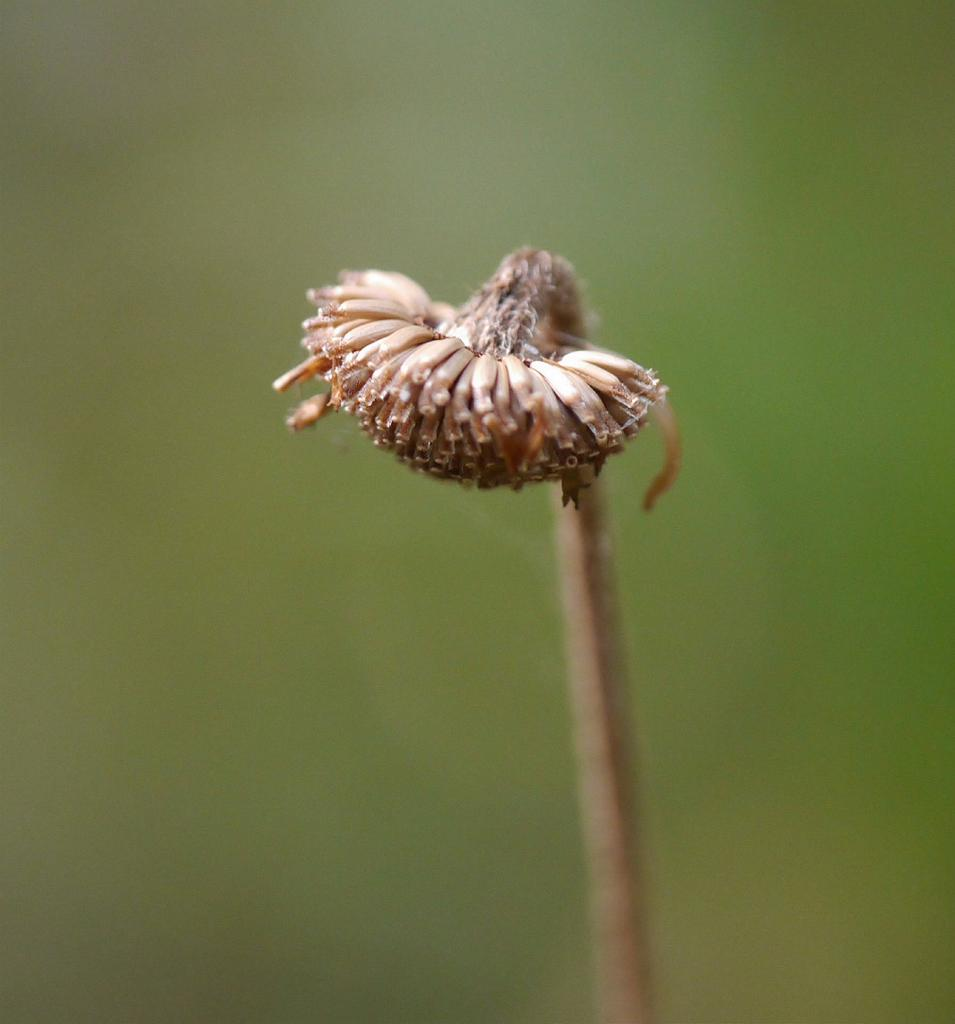
サジガンクビソウ 果実が成熟した頭花
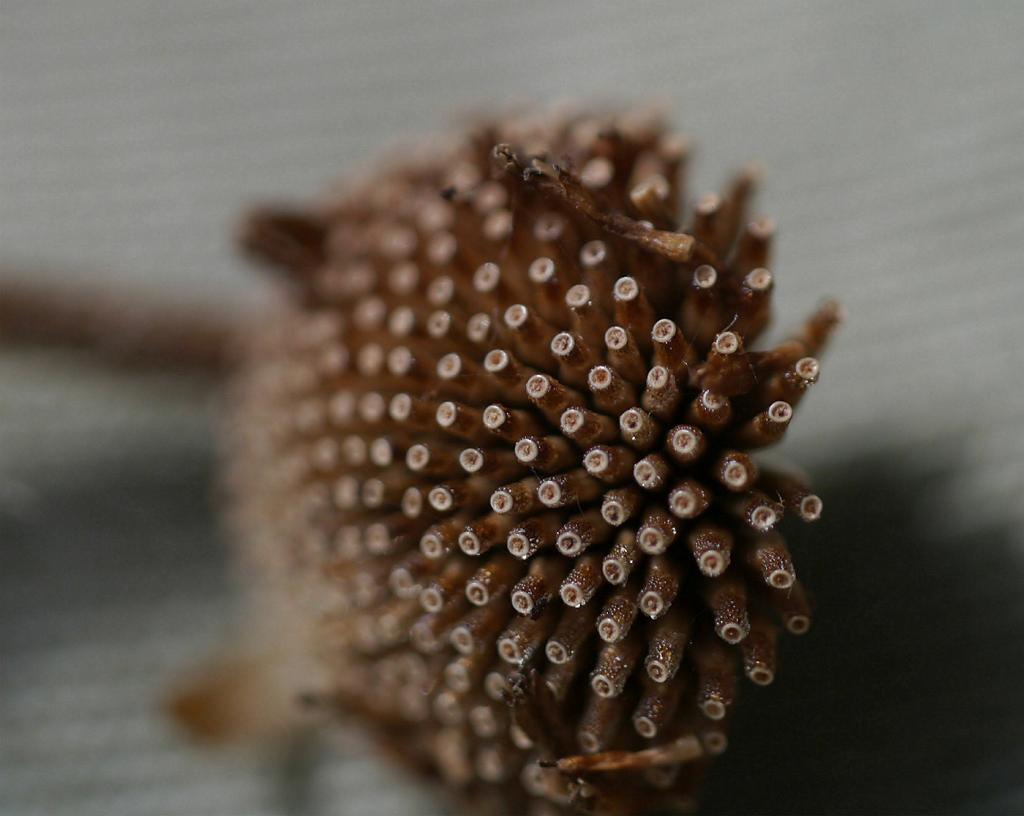
表面の拡大
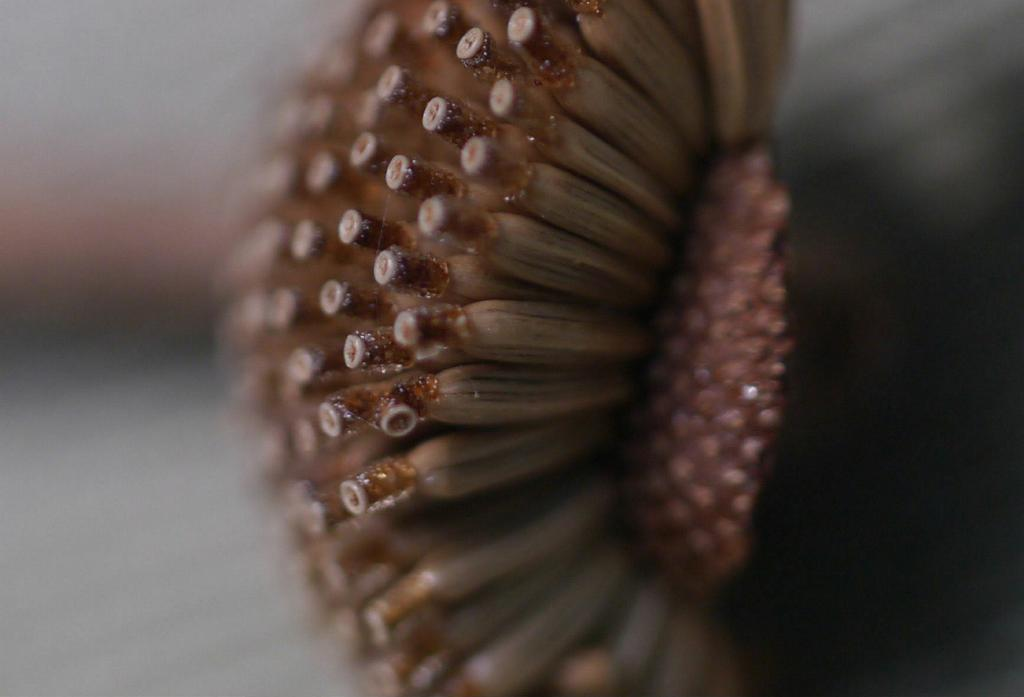
痩果の先端部に輪と粘着部が見える

### 和名について
属の和名はガンクビソウ属とヤブタバコ属の両方が使われている。佐竹他(1981)、初島(1975)は前者、北村他(1967)、高橋(1997)は後者を取っている。それぞれに前者は C. divaricatum の和名で、頭花が根本で曲がって下を向く様がキセルの雁首を思わせることから、後者は C. abrotanoides の和名で、その葉がタバコの葉に似ることにより付けられたものである。
ただしこれらの種の和名にも多くの出入りがある。牧野(1961)は C. divaricatum の和名をキバナガンクビソウ、別名をガンクビソウとしつつ、C. cernuum こそがこの名の主であると判断したことがあった旨を記している。現在のこの種の和名はコヤブタバコであるが、牧野(1961)は別名としてガンクビソウを挙げている。C. divaricatum の方は、現在は標準和名をガンクビソウとし、キバナガンクビソウは別名扱いで残っている。さらに C. triste にはミヤマヤブタバコという名がありながら別名にガンクビヤブタバコという紛らわしいものがある。その上にこの種について牧野はミヤマガンクビソウという別名はないとわざわざ付記しており、かなりの混乱があったと思われる。

## 分布と種
日本を含む東アジアに約20種がある。コヤブタバコとヤブタバコがヨーロッパから知られるが、これは古い時代に東アジアから帰化したものと考えられる。日本にはそのうち8種がある。以下、日本産の種をあげておく。
- Carpesium　ガンクビソウ属
  - C. abrotanoides　ヤブタバコ
  - C. cernuum　コヤブタバコ
  - C. divaricatum　ガンクビソウ
    - var. matsuei　ノッポロガンクビソウ
    - var. abrotanoides　ホソバガンクビソウ

  - C. faberi　コバナガンクビソウ
  - C. glossophyllum　サジガンクビソウ
  - C. macrocephalum　オオガンクビソウ
  - C. rosulatum　ヒメガンクビソウ
  - C. triste　ミヤマヤブタバコ

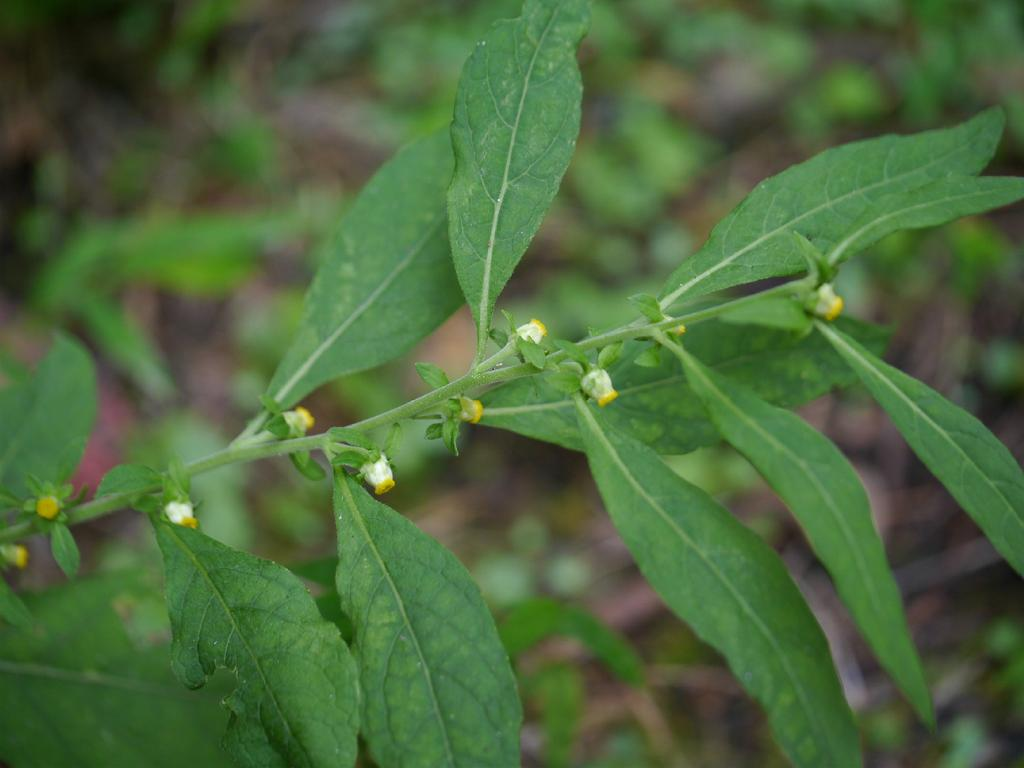
ヤブタバコ
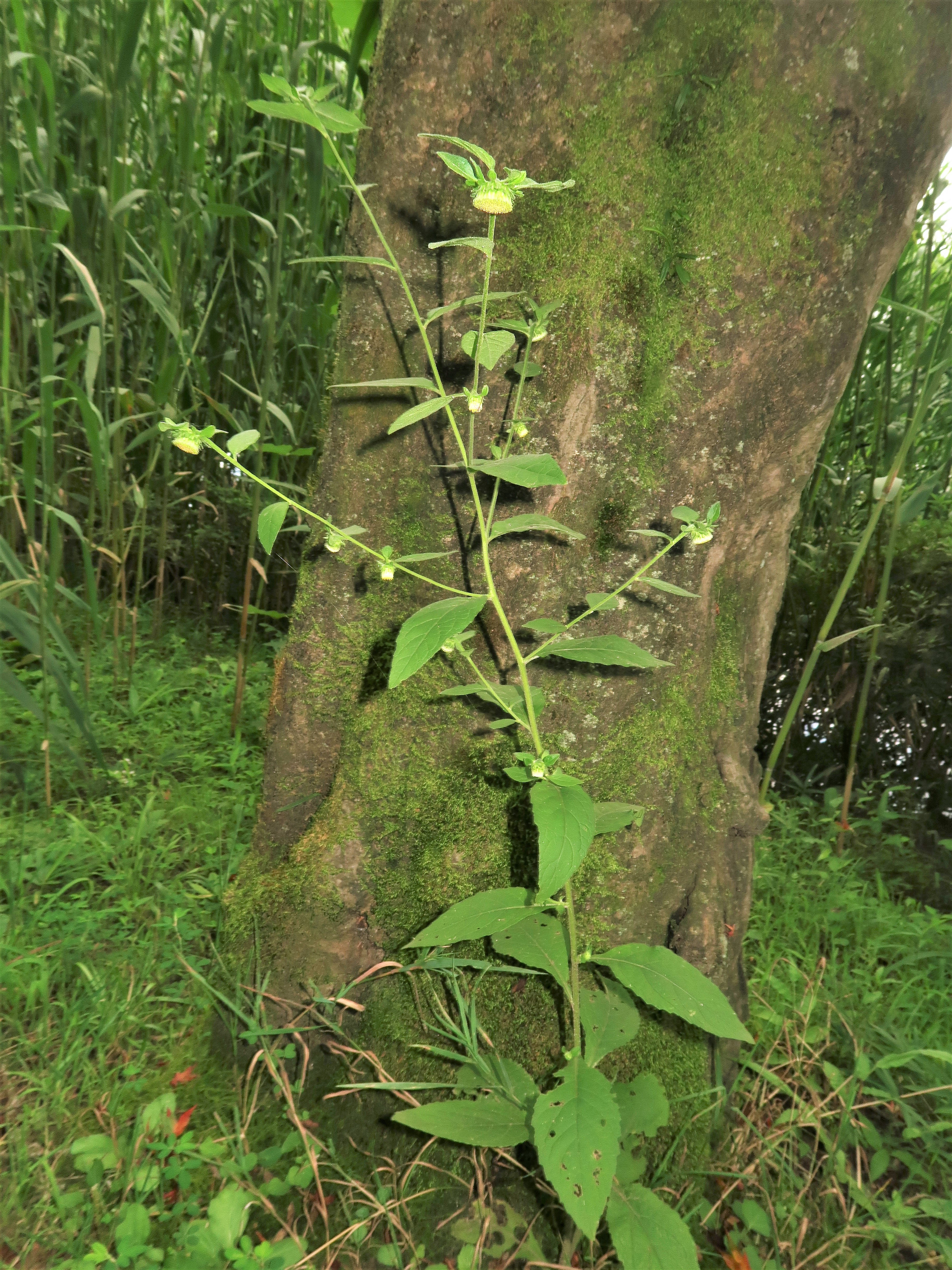
コヤブタバコ
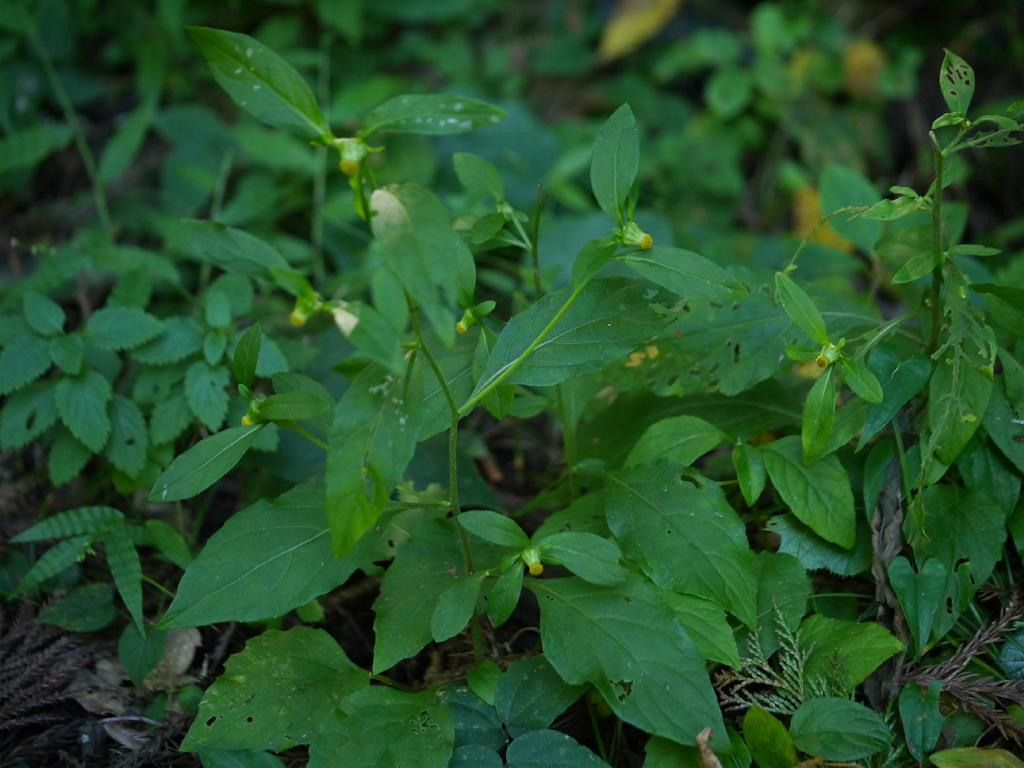
ガンクビソウ 茎葉が発達するタイプ
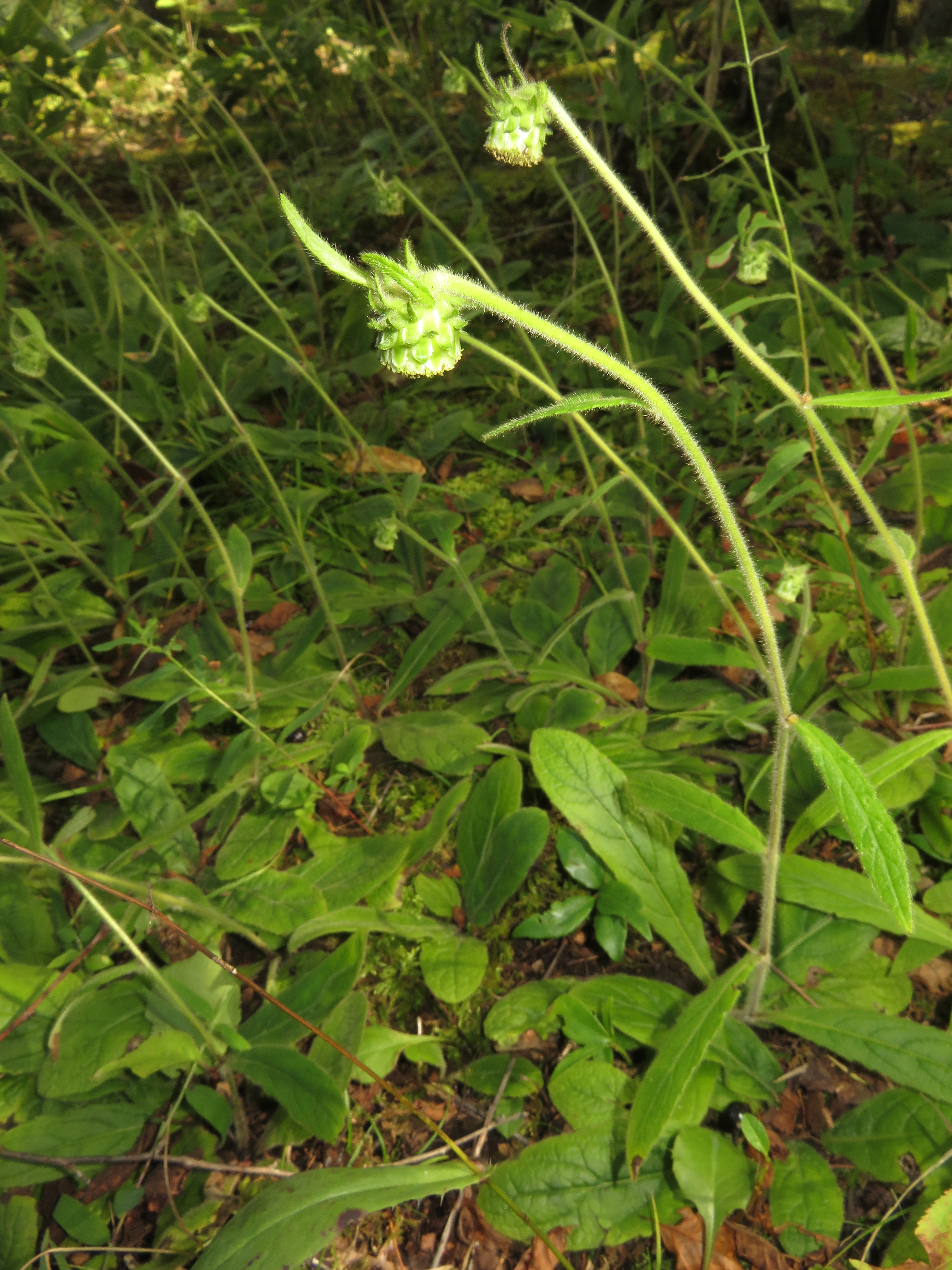
サジガンクビソウ
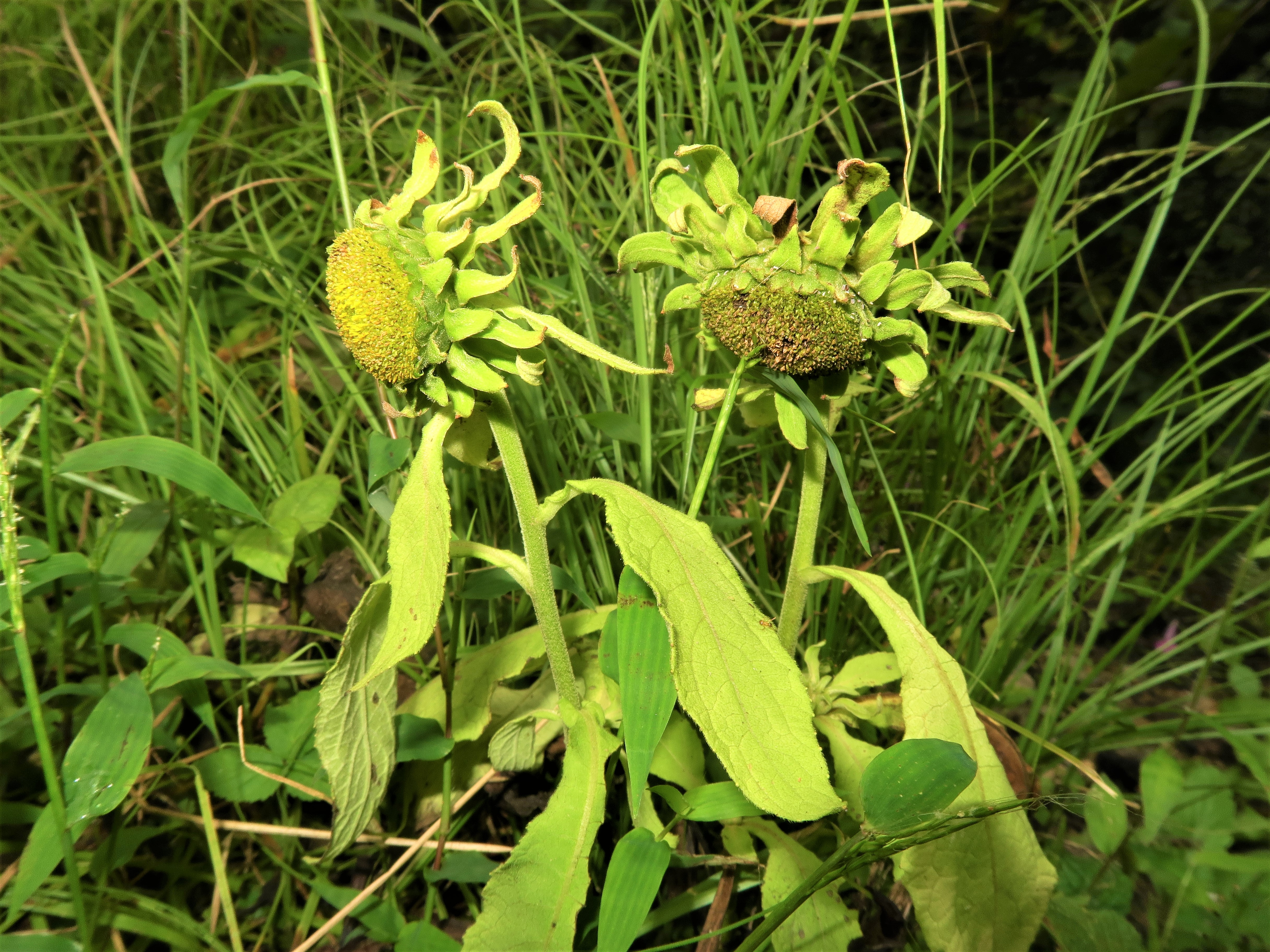
オオガンクビソウ
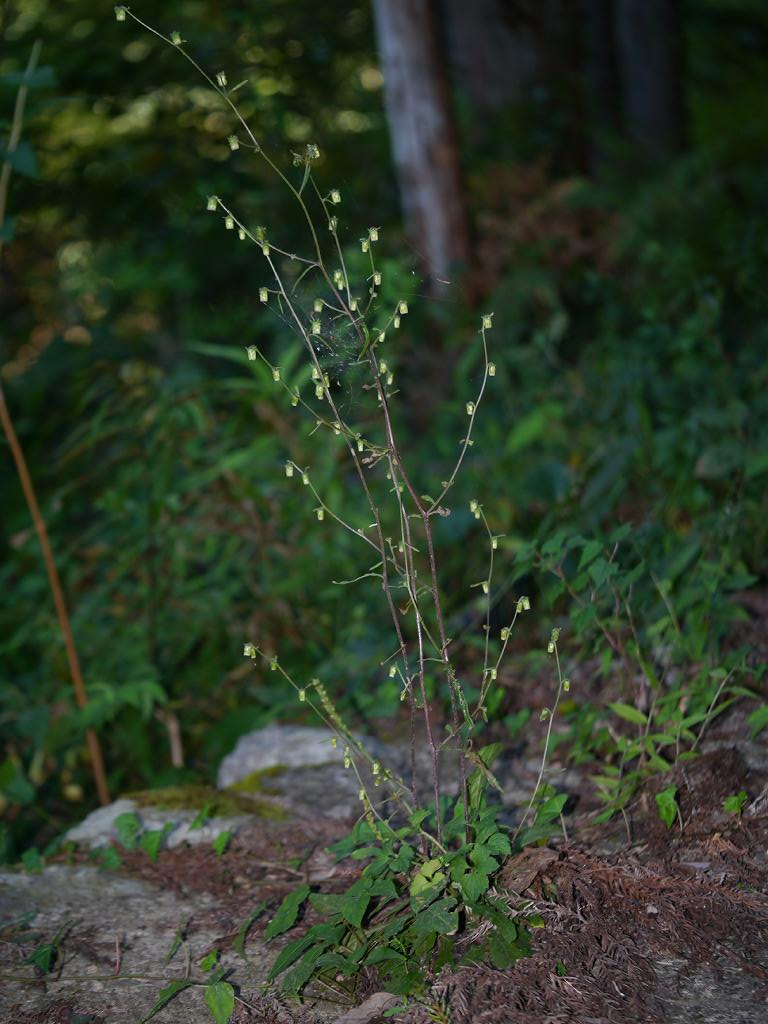
ヒメガンクビソウ 根出葉があるタイプ
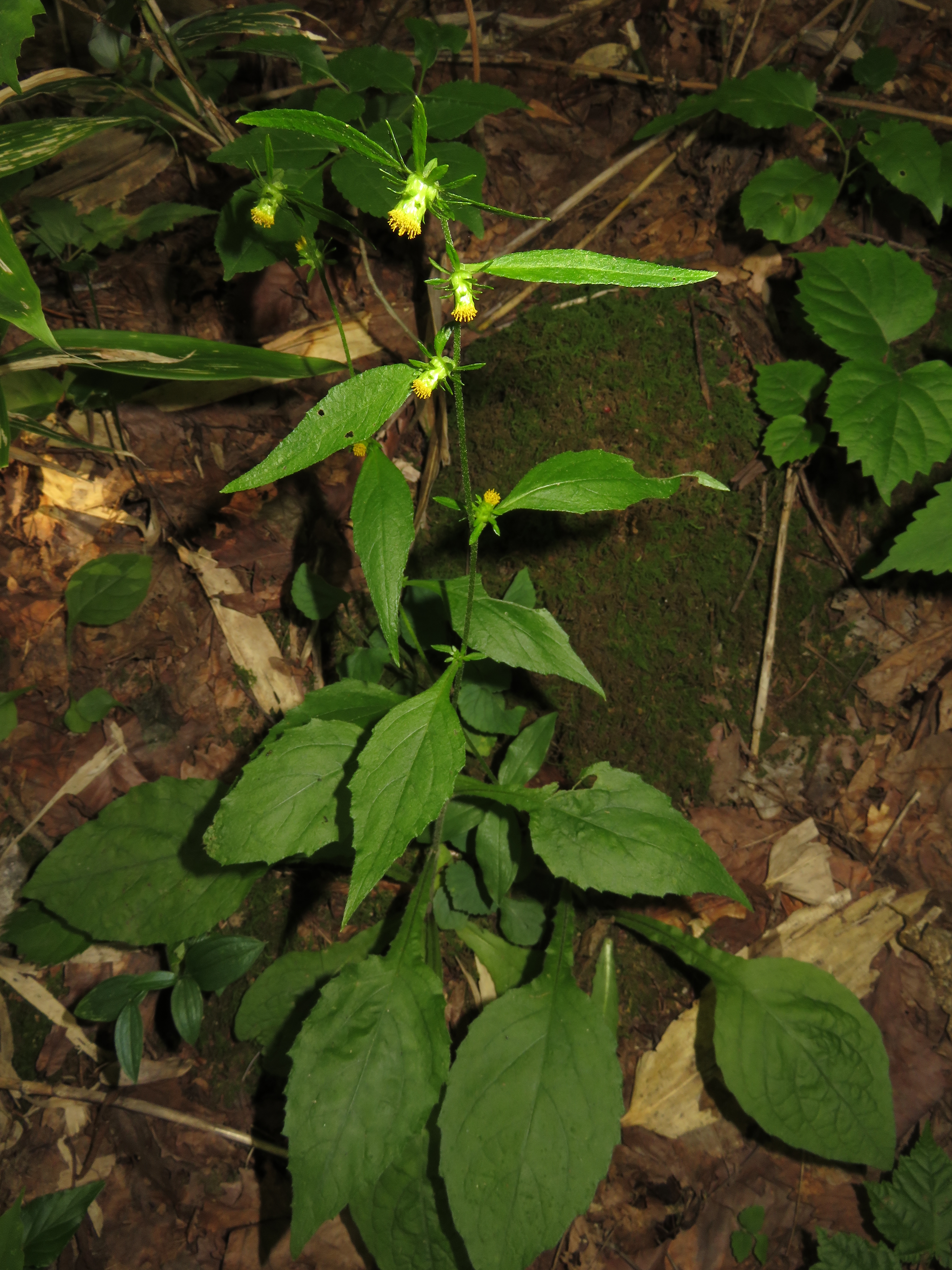
ミヤマヤブタバコ

## 利害
多くは地味な野草である。ヤブタバコは薬用として知られ、また食用にもなる。ガンクビソウも薬用に用いられる。